# Cittadinanza giapponese

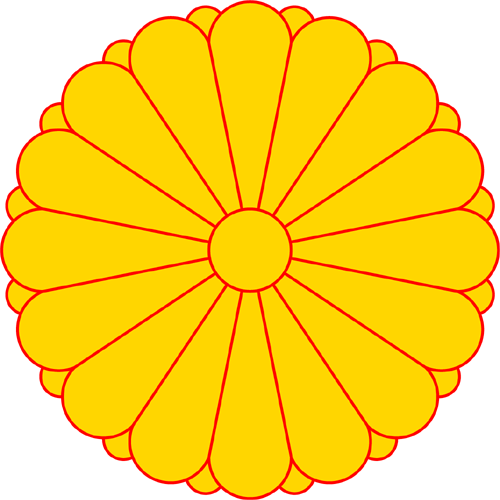
Stemma del Giappone

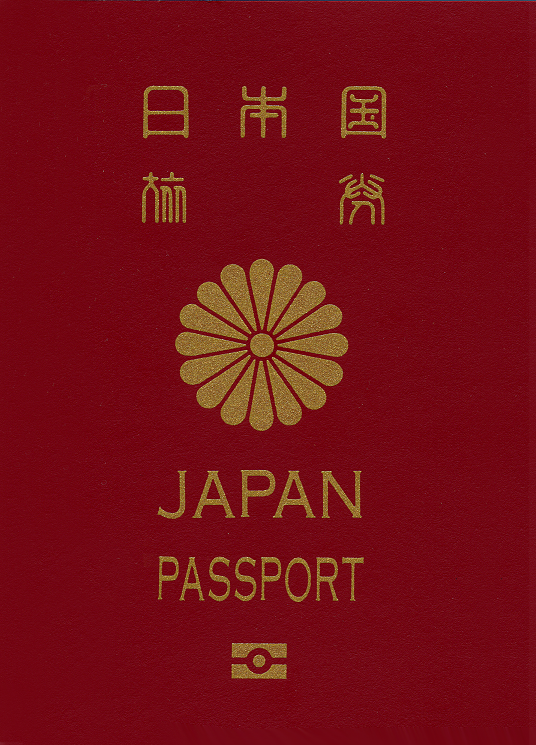
Passaporto giapponese

La cittadinanza giapponese (国籍法) è regolata dalla legge nazionale del 1950.

## Cittadinanza per nascita
In Giappone vige lo ius sanguinis, quindi viene attribuita la cittadinanza per discendenza, non per il luogo di nascita.
L'articolo 2 del decreto sulla nazionalità prevede tre situazioni in cui una persona può diventare cittadino giapponese per nascita:
- quando almeno un genitore è cittadino giapponese alla nascita del figlio
- quando il padre è morto prima della nascita del figlio e al momento della morte era cittadino giapponese
- quando la persona è nata sul suolo giapponese ed entrambi i genitori sono sconosciuti o apolidi.

Esiste anche un modo per ottenere la cittadinanza dopo la nascita. Se un uomo giapponese non sposato ed una donna non giapponese hanno un figlio e dopo si sposano e il padre giapponese riconosce il figlio, il figlio può acquistare la cittadinanza giapponese e tenerla fino al compimento del 20º anno d'età. Comunque, se i genitori non sono sposati alla nascita del figlio e il padre non riconosce la paternità, il bambino non potrà acquisire la cittadinanza giapponese. Ciò ha causato alcune controversie ed è attualmente oggetto di dibattito tra gli studiosi di costituzione. Ciononostante, se la madre non è apolide, il bambino può acquistare la sua cittadinanza. Ad esempio, se la madre è nata in Italia, può trasmettere la cittadinanza al figlio, anche nel caso che non si possa determinare il padre. Una clausola simile è applicata ai bambini nati in Giappone da madri nate in Italia.

## Naturalizzazione
Il Ministro della giustizia deve approvare ogni domanda di naturalizzazione. L'esame di una domanda richiede generalmente circa un anno.
I criteri necessari alla naturalizzazione sono forniti dall'articolo 4 del decreto sulla nazionalità:
- residenza ininterrotta in Giappone per 5 anni o più;
- almeno 20 anni d'età o altrimenti idoneità legale;
- condotta sempre generalmente buona e nessun passato di comportamento sedizioso;
- capitale sufficiente o svolgimento di un mestiere, ognuno personalmente o con la famiglia a supporto di se stessi;
- apolidia o disponibilità a rinunciare alla cittadinanza precedente.

Il matrimonio con un cittadino/a giapponese non conta per la naturalizzazione, ma da solo può fare ottenere al coniuge straniero soltanto la residenza permanente.
Il Ministro della Giustizia può derogare ai requisiti di età e di residenza se il richiedente ha uno speciale rapporto col Giappone (ad esempio un genitore giapponese).
Il decreto sulla nazionalità prevede inoltre che la Dieta Nazionale del Giappone possa conferire la cittadinanza giapponese con una risoluzione speciale ad una persona che abbia fornito un servigio straordinario al Giappone. Comunque questo provvedimento non è mai stato invocato.
Per molti anni ai cittadini naturalizzati era richiesto di adottare un cognome giapponese. Questo requisito fu abolito nei tardi anni ottanta. Un noto esempio di qualcuno che non adotta un cognome giapponese è Masayoshi Son, l'uomo più ricco del Giappone nel 2007, che si è naturalizzato usando il suo cognome coreano piuttosto che il cognome giapponese che usava da giovane.

## Perdita della cittadinanza
La perdita della cittadinanza richiede l'approvazione del Ministro della giustizia.
Si ritiene che un cittadino giapponese rinunci alla cittadinanza in seguito alla naturalizzazione in un Paese straniero, tuttavia per rendere l'atto ufficiale è necessario un verbale (seguendo un modello reperibile presso le ambasciate all'estero).
Gli articoli 14 e 15 ordinano che chiunque ottenga la doppia cittadinanza debba fare tra i 20 ed i 22 anni una dichiarazione di scelta nella quale rinunci o alla cittadinanza giapponese, o a quella o quelle estere. Se non lo fa, il Ministro della Giustizia può richiedere la dichiarazione di scelta in qualunque momento e, se il cittadino non fa la suddetta dichiarazione entro un mese, la sua cittadinanza giapponese è automaticamente revocata.
I cittadini giapponesi che ottengono la cittadinanza doppia alla nascita dovranno dichiarare di mantenere la loro cittadinanza giapponese all'età di 21 anni. Dovranno inoltre rinunciare all'altra cittadinanza una volta che abbiano dichiarato di mantenere la cittadinanza giapponese. Ciò può essere difficoltoso per alcuni giapponesi con cittadinanza straniera: ad esempio i cittadini iraniani non possono rinunciare alla nazionalità iraniana fino a 25 anni, così coloro che hanno la doppia cittadinanza nippo-iraniana perché nati da padre iraniano, dovranno rinunciare alla loro nazionalità giapponese.
Effettivamente, dato che la cittadinanza è stata acquisita involontariamente, non è necessario per essi rinunciare alla loro nazionalità iraniana. Comunque, l'uso della loro altra cittadinanza in Giappone è un atto di rinuncia alla propria nazionalità.
Ad esempio al fine di partecipare al JET Programme uno va in Giappone come cittadino canadese, in seguito ritorna in Giappone come giapponese. Un altro esempio è un cittadino giapponese che prova ad ottenere un lavoro come Assistant Language Teacher, posizione non accessibile ai cittadini giapponesi, dopo aver ottenuto un permesso di lavoro con il suo passaporto canadese od inglese: anche questo è un atto di rinuncia alla propria nazionalità. Così se un bambino è nato con la doppia nazionalità o la acquisisce da piccolo per la naturalizzazione dei genitori, può ottenere la doppia cittadinanza, ma non gli sarà mai permesso di esercitare i suoi diritti di cittadino straniero in Giappone, altrimenti commetteranno un atto di rinuncia alla propria nazionalità. Questo è un vantaggio per i giapponesi che acquisiscono una cittadinanza a cui non possono rinunciare (come nel caso dei cittadini giapponesi nati in Giappone da padre nato in uno Stato arabo od in Israele).
Una donna giapponese che sposi un coreano ottiene  automaticamente la cittadinanza coreana. In questo caso la donna giapponese non perde la cittadinanza giapponese. Se una donna giapponese sposa un iraniano, acquisisce automaticamente la sua cittadinanza. Le è permesso tenere la doppia cittadinanza nippo-iraniana, poiché l'acquisizione della nazionalità iraniana è stata involontaria.